# Буасвер, Мишель Патрик
Мишель Патрик Буасвер (фр. Michel Patrick Boisvert; род. Пти-Гоав) — гаитянский государственный и политический деятель, исполнявший обязанности премьер-министра Гаити с 25 февраля по 3 июня 2024 года. Переходный президентский совет, вступивший в должность 25 апреля, имеет право заменить его, что и было сделано 3 июня 2024 года после назначения Гарри Кониля премьер-министром. Буасвер занимал пост министра экономики и финансов с 2020 года, первоначально в кабинетах Жозефа Жута, Клода Жозефа и Ариэля Анри. Буасвер ранее занимал должность генерального директора Министерства экономики и финансов с 2018 по 2020 год. В период обострения кризиса на Гаити в феврале-марте 2024 года Буасвер исполнял обязанности премьер-министра, курируя деятельность правительства Анри во время его отсутствия в стране. После официальной отставки Анри 24 апреля 2024 года Буасвер продолжил исполнять обязанности премьер-министра Гаити.

## Биография
Буасвер родился в Пти-Гоаве. Получил степень по бухгалтерскому учёту в Университете Порт-о-Пренса, степень по экономике в Государственном университете Гаити и степень магистра в области управления экономической политикой в Университете Оверни. С 1991 по 1995 год работал в Банке Республики Гаити, а с 1995 по 2010 год — региональное должностное лицо Министерства экономики и финансов, расположенного в Пти-Гоаве. С 2010 по 2018 год Буасвер работал в министерстве в должности директора налоговой инспекции.
В 2018 году Буасвер был назначен генеральным директором Министерства экономики и финансов. 5 марта 2020 года вошёл в кабинет премьер-министра Жозефа Жуте в качестве министра экономики и финансов и продолжил работу на этом посту при преемнике Жута Клоде Жозефе. Буасвер сохранил свой пост во временном правительстве, сформированном под руководством исполняющего обязанности премьер-министра Ариэля Анри после убийства президента Жовенеля Моиза в 2021 году.
25 февраля 2024 года Буасвер принял временное руководство правительством Анри, пока премьер-министр отправился в Кению для переговоров о размещении кенийских полицейских сил на Гаити на фоне внутреннего кризиса, усугублённого эскалацией бандитского насилия. Во время отсутствия Анри крупное нападение банд было направлено против его правительства, что побудило Буасвера объявить чрезвычайное положение 3 марта. 7 марта, поскольку кризис продолжался, а Анри не мог вернуться на Гаити, Буасвер продлил чрезвычайное положение на один месяц. Анри ушёл в отставку, чтобы освободить место для Переходного президентского совета, который был приведён к присяге 25 апреля 2024 года, а его уходящий кабинет назначил Буасвера временным премьер-министром. В конце мая 2024 года совет продлил срок полномочий Буасвера на месяц и выбрал Гарри Кониля в качестве его замены. Кониль был приведён к присяге 3 июня 2024 года.

### Комментарии
1. ↑  Буасвер исполнял обязанности премьер-министра с 25 февраля 2024 года, в то время как Ариэль Анри не мог вернуться на Гаити до официальной отставки Анри 24 апреля 2024 года. После официальной отставки Анри Буасвер продолжал исполнять обязанности премьер-министра.
2. ↑  С 25 апреля 2024 года.